# Je těžké být bohem
Je těžké být bohem (1964, rusky Трудно быть богом, Trudno byť bogom) je vědeckofantastický román ruských sovětských spisovatelů bratrů Strugackých odehrávající se ve 22. století v tzv. Světě Poledne. V díle zaznívají obecně filozofické a etické otázky a především otázka postavení a možností zásahů progresora - představitele vyspělejší rasy na planetě s nižší úrovní vývoje, který může tento vývoj urychlit nebo ovlivnit. Základní, univerzální ideou knihy je to, že žádnými prostředky nelze uspíšit přirozenou evoluci společnosti, a proto "je těžké být bohem".

## Obsah
Příběh se odehrává v letech 2153 až 2156 na planetě Arkanar podobné Zemi. Civilizace na planetě se však nachází v historické vývojové fázi podobné pozemskému pozdnímu středověku, v době dvorských intrik, rozbrojů a zrady.
Na Arkanar přicházejí vědci (historikové) z Ústavu experimentální historie zkoumat vývoj této kultury, avšak v rámci objektivity výzkumu se snaží vyhnout jakémukoliv výraznému zasahování do vývoje událostí, přestože svými možnostmi nemají daleko k bohům. Hlavní postavou příběhu je historik Anton, kterého známe z novely Pokus o útěk. Nyní je to již zralý muž, vystupující na planetě pod jménem don Rumata. Má problém s „nezasahováním“ a jak on říká: „s převtělovaním se v prase“, aby zapadl do společnosti, ve které je svědkem intrik a zkaženosti, kde Šedí (gardy Ministerstva ochrany trůnu) pod vedením mocichtivého dona Reby zabíjejí a likvidují koho mohou, kde se lidé navzájem okrádají, podvádějí a vraždí.
Přestože je Anton (don Rumata) mezi středověkým lidem takřka Bohem, nemůže si ani zdaleka dělat, co chce. Umí mistrovsky zacházet s mečem, ale těžko může někoho zabít, protože by tím zneužil svého postavení k ovlivňování přirozeného vývoje událostí.
Ovšem i v tak temné době nachází Anton (don Rumata) mezi místními několik v té době výjimečných lidí z řad inteligence, se kterými uzavře přátelství a snaží se je chránit, neboť inteligence je na černé listině dona Reby a jeho šedé gardy. Dokonce najde na planetě i lásku, když se zamiluje do místní dívky Kiry.
Jedné noc se don Reba pokusí pomocí Šedých zlikvidovat své odpůrce a strhnout v Arkanarském království vládu na sebe. Rumatovi přátelé jsou zabiti, zahyne i Kira. Anton šílený žalem využije svých pro místní obyvatele nadpřirozených bojových schopností a způsobí krveprolití. Probije se hromadou nepřátel k paláci dona Reby a zabije jej. Jeho cestu přes město charakterizují jeho spolupracovnicí ze Země slovy: „Prostě bylo vidět kudy šel“.
Román končí tím, že výzkumníci ze Země shodí na město pumy s uspávacím plynem a Antona převezou na svoji základnu. Nyní je již zřejmé, že se vždy musí počítat i s city výzkumníků a progresorů, neboť i hluboce humánní zásady se mohou v určitých situacích stát nelidskými.

## Filmové adaptace
- Je těžké být bohem (1989, Es ist nicht leicht ein Gott zu sein), německý film, režie Peter Fleischmann
- Je těžké být bohem (2013, Трудно быть богом), ruský film, režie Alexej Germann, film byl dokončen již roku 2006.

## Česká vydání
- Je těžké být bohem, Svoboda, Praha 1973, přeložil Jaroslav Piskáček, znovu Laser a Triton, Plzeň a Praha 2002 a Triton, Praha 2013.
- Les, Je těžké být bohem, Svoboda, Praha 1983, přeložil Libor Dvořák a Jaroslav Piskáček.